# Das Prinzip Verantwortung
Das Prinzip Verantwortung –  Versuch einer Ethik für die technologische Zivilisation  ist der Titel eines Buches von Hans Jonas (1903–1993), das 1979 erschien und als dessen ethisches Hauptwerk gilt. Jonas entwickelt darin eine Ethik, die sich den neuen Herausforderungen für die menschliche Zivilisation stellt, die sich aus modernen Technologien ergeben. Insbesondere geht es um die Vermeidung unabschätzbarer Risiken, um den Bestand der Menschheit als Ganzes nicht zu gefährden, sowie die Anerkennung der Eigenrechte der ganzen Natur, für die dem Menschen aufgrund seiner Handlungsmöglichkeiten die Verantwortung zukommt. Der Titel des Werks kann als Anspielung und Widerspruch zu Ernst Blochs Das Prinzip Hoffnung gelesen werden, mit dem Jonas sich kritisch auseinandersetzte.

## Thesen und Aufbau des Buches
Das Buch beginnt mit einer Analyse des veränderten Wesens menschlichen Handelns unter den Bedingungen der modernen Technik. Die technologische Entwicklung habe die räumliche und zeitliche Reichweite der menschlichen Eingriffe in den Naturhaushalt entscheidend vergrößert. Damit sei die „Unversehrtheit“ der Welt und des Menschen selbst akut gefährdet. Jonas benennt drei Risikobereiche für die zukünftige Existenz der Menschheit: 1. das Vernichtungspotential durch Nukleartechnologie und Atomwaffen, 2. den unabsehbaren Kontrollverlust durch die Anwendung von Gentechnologie und 3. die drohende Zerstörung der Biosphäre durch die rücksichtslose Ausbeutung der Ressourcen und die Naturzerstörung.
Jonas vertritt die These, dass die klassischen und tradierten Ethiken diesen veränderten Bedingungen nicht mehr gerecht werden. Zuvor zielte Ethik auf die Handlungen zwischen Einzelpersonen ab, deren Folgen gleich oder in naher Zukunft sichtbar würden. Prinzip der bisherigen Ethik sei eine Konzentration auf den unmittelbaren Nahbereich menschlicher Verantwortung (z. B. in der Maxime der Nächstenliebe). Weder sei eine Verantwortung gegenüber zukünftigen Generationen, noch gegenüber fremden und entfernten Kulturen thematisch gewesen, da die menschliche Arbeit mit vormoderner Technik nicht über derartige Handlungsreichweiten in Raum und Zeit verfügte.
Für Jonas muss Ethik nun auch kollektives Handeln bedenken, dessen Folgen vielleicht erst in ferner Zukunft spürbar werden. Dabei denkt er nicht nur in Jahren oder Jahrzehnten, sondern in viel längeren Zeiträumen. Was man heute tue, könne erst in hundert oder mehr Jahren Konsequenzen haben. Auch räumlich denkt er über die bisherige Ethik hinaus. So belaste etwa der viel zu hohe CO2-Ausstoß reicher westlicher Länder künftig auch Menschen der sogenannten „Dritten Welt“. Mit dem Wandel der Technik müsse die Ethik von der Nächstenliebe zur „Fernstenliebe“ erweitert werden.
Vor diesem Hintergrund formuliert Jonas an Kant anknüpfend einen neuen ethischen Imperativ, der auch als „ökologischer Imperativ“ bekannt ist:

„Handle so, dass die Wirkungen deiner Handlung verträglich sind mit der Permanenz echten menschlichen Lebens auf Erden.
Oder negativ ausgedrückt: Handle so, dass die Wirkungen deiner Handlung nicht zerstörerisch sind für die künftige Möglichkeit solchen Lebens.“

Dann beschäftigt sich Jonas mit dem „Ideal- und Realwissen“ einer jeden Zukunftsethik. Da Sicherheit in der Abschätzung der komplexen Technikfolgen kaum zu erlangen sein werde, sei grundsätzlich nach der „Heuristik der Furcht“ die schlechtere Prognose der besseren vorzuziehen, um der Versuchung der Abwiegelung zu entgehen und um Schadenshöhe (etwa bis hin zur potentiellen Auslöschung der Menschheit) mit Schadenswahrscheinlichkeit zu verrechnen. 
Auch kann der Mensch durch negative Zukunftsvisionen erfahren, was bei einem ungehemmten Fortschritt der technischen Zivilisation auf dem Spiel stehe und so dasjenige am Menschlichen erkennen, das bewahrt werden müsse.
Jonas geht von einer Pflicht der Menschheit zur Existenz aus: Da der Mensch faktisch die Verantwortung für sein Handeln habe, habe er auch die Verantwortung für das Vorhandensein von Wesen mit der Verantwortungsfähigkeit. Somit sei ein kollektiver Selbstmord der Menschheit ethisch abzulehnen. Jonas möchte die Kant’sche Idee einer Grundlegung der Ethik durch Vertragscharakter zwischen autonomen Subjekten erweitern: Auch nicht autonome, nicht aktual vernünftige Wesen können nach Jonas Subjekt von Rechten sein, paradigmatisch hierfür sei das Kind, das der Fürsorge der Eltern überantwortet sei.
Jonas versucht ferner, über den Bereich des Menschen und zukünftiger Generationen hinaus, unter Rückgriff auf die aristotelische Idee der immanenten Zweckmäßigkeit die Theorie einer neutralen Natur zu überwinden. Dabei geht er von einer intrinsischen Werthaftigkeit des Lebens insgesamt aus. Hierbei kann Jonas auf seine eigenen Studien zur Philosophie des Organischen verweisen.
Das Buch schließt mit einer Kritik des marxistischen Utopismus, wie er insbesondere von Ernst Bloch vertreten werde. Jonas äußerte die Vermutung, die sozialistischen Länder könnten eher als die kapitalistischen Staaten in der Lage sein, die zur Bewältigung der ökologischen Krise notwendigen asketischen Ideale wiederzubeleben.

## Kritik und Würdigung
Es gilt als Jonas’ Verdienst, frühzeitig auf die Gefahren der modernen Technik hingewiesen und als Erster eine umfassende philosophische Antwort entwickelt zu haben. Kritisch wurden seine Einschätzung des Marxismus, sowohl in theoretischer als auch in praktischer Hinsicht, als auch seine Diskussion einer Einschränkung individueller Freiheiten zugunsten eines kollektiven Überlebens diskutiert. 
Jonas wurde im Jahr 2003 zu seinem 100. Geburtstag posthum mit einer Sondermarke der Deutschen Post (2,20 €) geehrt mit dem Text: „Handle so, dass die Wirkungen deiner Handlung verträglich sind mit der Permanenz echten menschlichen Lebens auf Erden.“

## Wirkung
Aus dem seit 2011 leerstehenden und 2016 von der Republik Österreich enteigneten Hitler-Geburtshaus in Braunau am Inn soll ein Haus der Verantwortung werden. Nach Überzeugung des Innsbrucker Politikwissenschaftlers Andreas Maislinger kann das Haus und die ganze Stadt das „Hitler-Stigma“ nur verlieren, wenn sein Geburtshaus und damit die ganze Geburtsstadt Braunau am Inn klar definiert wird. Mit dem Prinzip Verantwortung des jüdischen Philosophen Hans Jonas wäre seiner Meinung nach diese klare Definition möglich. „Adolf Hitler hat viele Millionen Menschenleben vernichtet, Hans Jonas geht es um die Bewahrung menschlichen Lebens für zukünftige Generationen. Und da es um die Zukunft geht, sollte das Haus der Verantwortung vor allem jungen Menschen aus aller Welt überlassen werden.“
Im Januar 2023 während der Besetzung und Räumung von Lützerath ließ sich die Klimaaktivistin Luisa Neubauer mit dem  Buch ablichten und zitierte den Ausdruck „ökologischer Imperativ“ auf Twitter.

## Werkausgaben
- Hans Jonas: Das Prinzip Verantwortung: Versuch einer Ethik für die technologische Zivilisation. Frankfurt/M. 1979. Neuauflage als Suhrkamp Taschenbuch, 1984 [u. ö.], ISBN 3-518-39992-6. Es gibt unter anderem englische, italienische, französische, niederländische, japanische und ukrainische Übersetzungen.
- Hans Jonas: Das Prinzip Verantwortung: Versuch einer Ethik für die technologische Zivilisation. Neuausgabe mit einem Nachwort von Robert Habeck. Berlin, 2020. ISBN 978-3-518-42954-9.